# Goa
Denna artikel handlar om delstaten Goa. Se också Goa (olika betydelser).
Goa (konkani: गोंय goṃya; marathi: गोवा govā; portugisiska: Goa) är Indiens minsta delstat och ligger i Konkanregionen i västra Indien. Goa var under omkring 450 år, fram till 1961, en portugisisk koloni, vilket fortfarande präglar delstaten, bland annat i den höga andelen katoliker. Staden Goa Velha är ett omtyckt resmål för västerlänningar på grund av sina tropiska stränder. Kyrkor och kloster i Goa har av Unesco utpekats som en del av världsarvet.

## Etymologi
Det exakta ursprunget till namnet Goa är oklart men de portugisiska kolonisatörerna introducerade namnet i de europeiska språken. Det indiska eposet Mahabharata, skrivet på sanskrit, omnämner området som Goparashtra eller Govarashtra, vilket betyder "koherdars land". Andra gamla texter på sanskrit talar om Gopakapuri eller Gapakapattana och ytterligare andra texter i den klassiska indiska litteraturen som Harivansa och Skanda använder samma ord, och Skanda använder ibland ordet "Gomanchala". Gove, Govapuri, Gopakpattan och Gomant är andra namn som nämns i inskrifter och texter som Puranas.

## Historia
Goa har en lång historia som sträcker sig åtminstone tillbaka till 300-talet f.Kr. då området ingick som en del i Mauryariket. Senare styrdes Goa av Satavahanadynastin i Kolhapur för ungefär 2000 år sedan. Därefter övergick Goa till att bli en del av Chalukyariket i Badami som styrde mellan 580 och 750. Under de nästföljande århundradena behärskades Goa i tur och ordning av Silhara, Kadamba och Choladynastin, härskare över Deccan-platån.
År 1312 tog Delhisultanatet över styret av området men kungadömets makt i regionen var svag och 1370 blev de tvungna att överge Goa till Harihara I från Vijayanagara. Vijayanagarrikets kungar styrde över Goa de följande hundra åren till 1469 då Bahmanisultanatet tog över. Efter att denna dynasti gått under blev Goa en del av Bijapursultanatet som gjorde Goa Velha till sin andra huvudstad.
År 1498 blev Vasco da Gama den förste europé som via sjövägen satte sin fot i Goa. Portugiserna fortsatte att anlända till regionen med målet att sätta upp en koloni för att ta kontrollen över kryddhandeln som andra europeiska länder blivit tvungna att släppa då Osmanska riket stängt av handelsvägarna mellan Europa och Indien. Goa blev portugisisk besittning 1510. Under 1600-talet erövrades ytterligare områden i Indien men dessa förlorades i stort sett helt till andra kolonialmakter.
Goa övergick från att vara koloni till att vara portugisisk provins 1951. År 1961 annekterades så området av Indien som året efter gjorde Goa till ett unionsterritorium tillsammans med Daman och Diu. Annekteringen erkändes inte av Portugal förrän 1975, efter Nejlikerevolutionen.

## Turism och samhälle
Turism är Goas främsta industri; ungefär 12 procent av Indiens alla utländska turister anländer till Goa. De två huvudsakliga turistsäsongerna är vinter och sommar. Vintertid är Goa populärt bland utländska turister (främst från Europa) som kommer för att njuta av det varma klimatet och de vidsträckta stränderna. Sommartid, vilket är regnperioden i Indien, tillbringar indierna själva sina semestrar i regionen. Turismen är i huvudsak koncentrerad till Goas kuststräcka. 2003 uppgick antalet turister till 2 miljoner, varav cirka 300 000 från utlandet. Det finns flera förklaringar till Goas popularitet bland turister. Goa är fortfarande influerat av sitt portugisiska kulturarv och många invånare är till exempel katoliker vilka lever i harmoni med hinduer och muslimer. Goas matkultur bär influenser från de portugisiska, indiska och arabiska köken. Goa är en av de få platser i Indien där det serveras både nötkött och griskött (förutom fisk och kyckling) och vin, öl och spritdrycker säljs fritt. Detta – tillsammans med regionens blomstrande ekonomi och att engelska förstås av de flesta – gör att Goa är tilltalande för västerländska turister. Turistbroschyrerna nämner ibland Goa som "Indien för nybörjare" då Goa jämfört med andra områden i Indien inte har lika mycket fattigdom och sjukdomar.

## Jordbruk
Ris är den huvudsakliga jordbruksgrödan, följt av cashew och kokosnötter. Jordbruket, vars betydelse för ekonomin sjunkit under de senaste fyra decennierna, erbjuder deltidsanställning till en del av befolkningen. Den stora byråkratin och Goas stora antal invånare som flyttar därifrån håller ekonomin rullande. Fiskeindustrin erbjuder anställning till 40 000 personer, dock så blir även fiskeindustrin mindre och mindre viktig. Även gruvdrift finns i området.

## Klimat
Goa är varmt året om. Sommaren i maj är varm och torr, med värme mellan 30° C och 39° C. Monsunregnen ger ett visst skydd mellan juni och september vilket gör landskapet grönt. De kallare månaderna december och januari är den bästa tiden att göra ett besök här, med temperaturer mellan 20° C och 30° C. Längre in mot land sjunker temperaturen mer på natten, ner emot 12° C.

## Språk

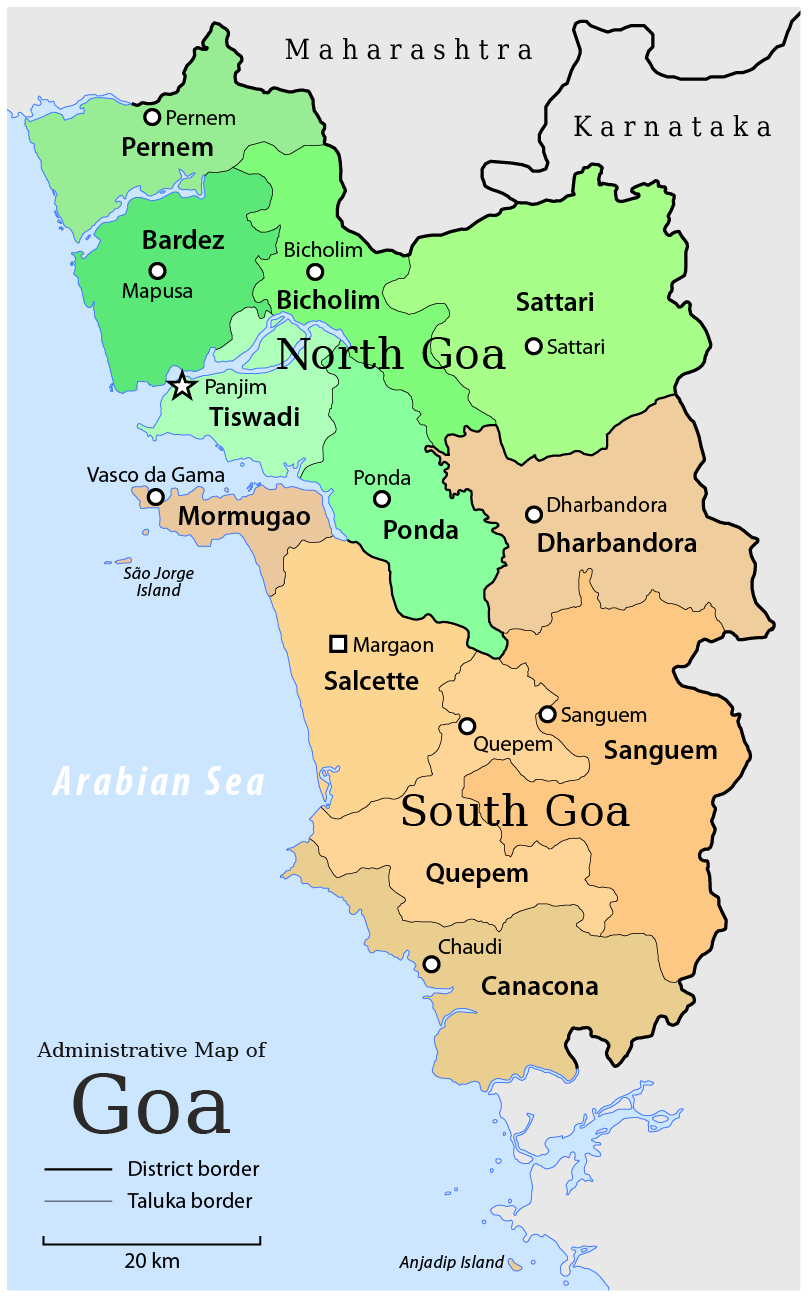
Administrativ karta.

Portugisiska talas främst av de invånare som tillhör romersk-katolska kyrkan. Förutom konkani, portugisiska och hindi talas även engelska. Ungefär hälften av de dagstidningar som kommer ut är engelskspråkiga.

## Bilder

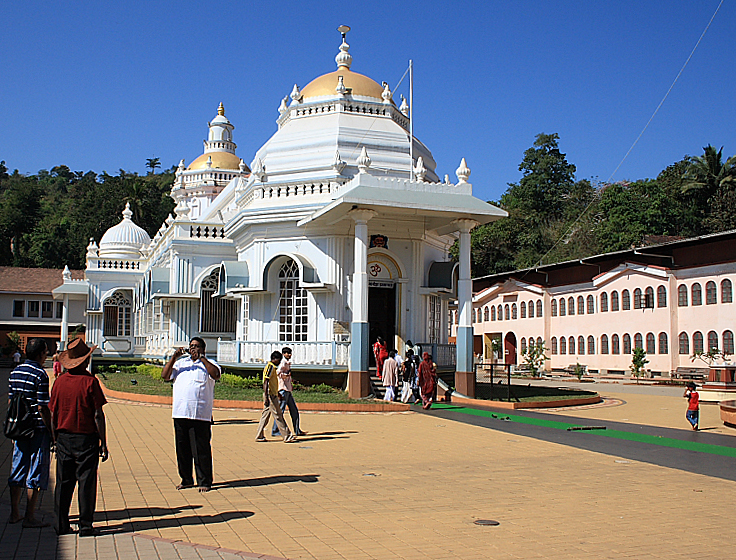
Hindutempel i Manguesh.
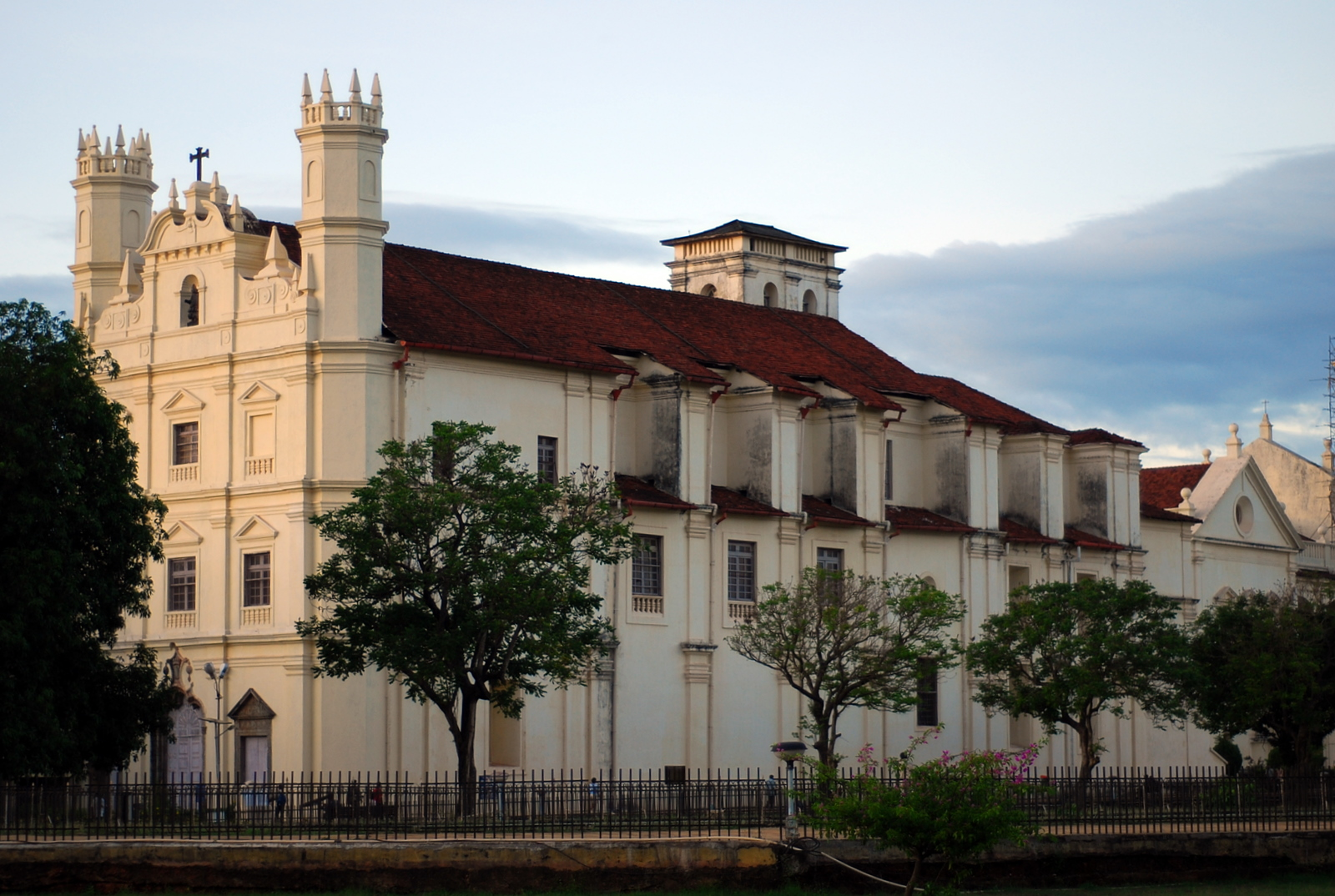
Kyrka i Goa Velha.
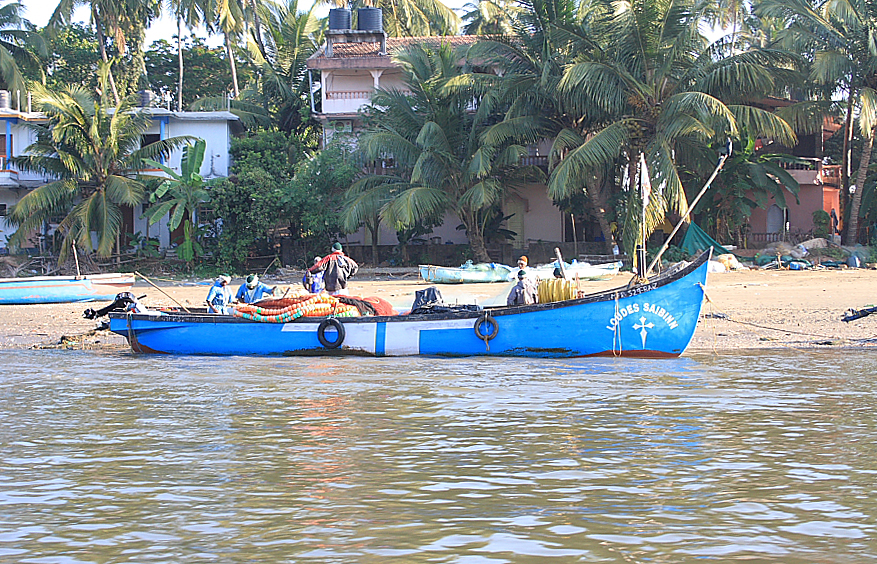
Fiskebåt i Panaji.
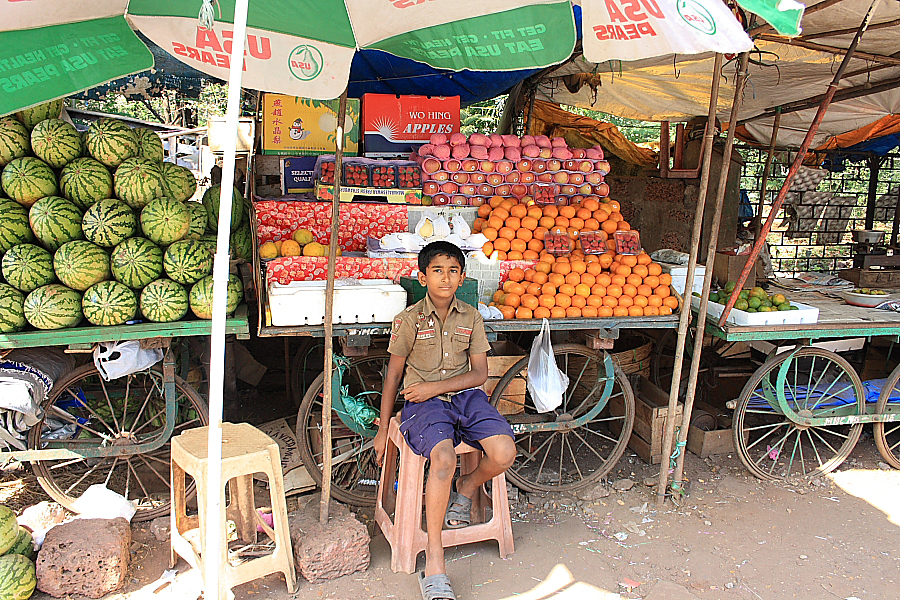
Frukttorg i Vasco da Gama.
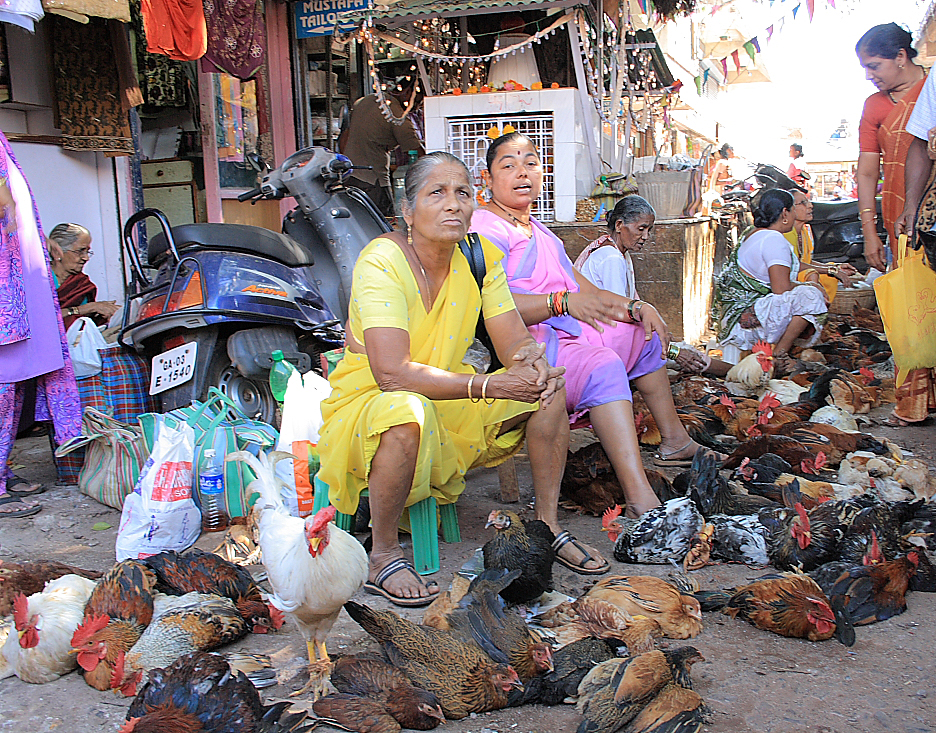
Hönsförsäljarna i Mapusa.